# George Vernot
George Vernot (Montreal, Canadá, 27 de febrero de 1901-ídem, 22 de noviembre de 1962) fue un nadador canadiense especializado en pruebas de estilo libre media y larga distancia, donde consiguió ser subcampeón olímpico en 1920 en los 1500 metros.

## Carrera deportiva
En los Juegos Olímpicos de Amberes 1920 ganó la medalla de plata en los 1500 metros estilo libre, tras el estadounidense Norman Ross y por delante del australiano Frank Beaurepaire; y también ganó el bronce en los 400 metros estilo libre, tras los estadounidenses Norman Ross, de nuevo, y Ludy Langer.